# Theodor Mundt

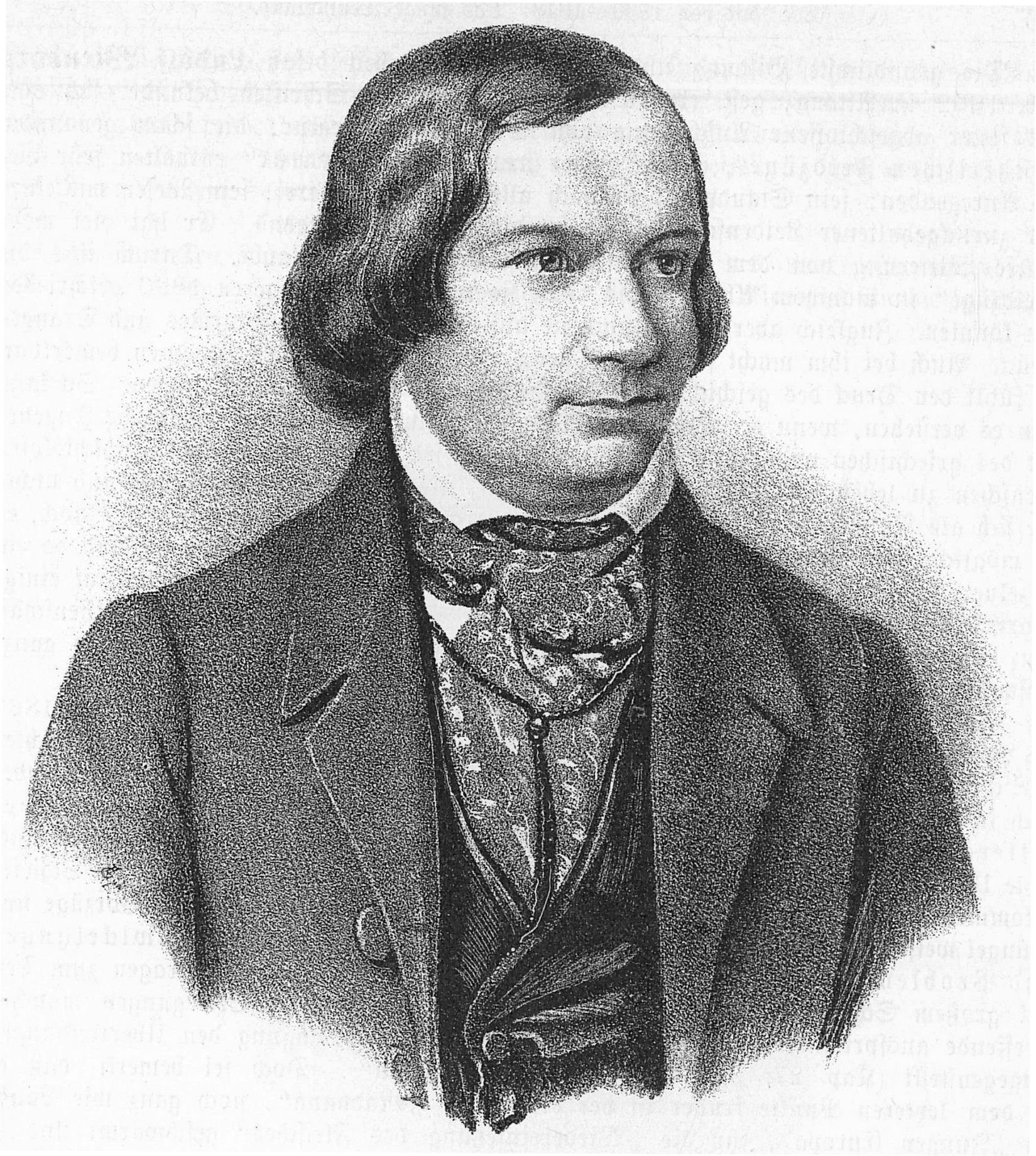
Theodor Mundt, Lithographie von Valentin Schertle

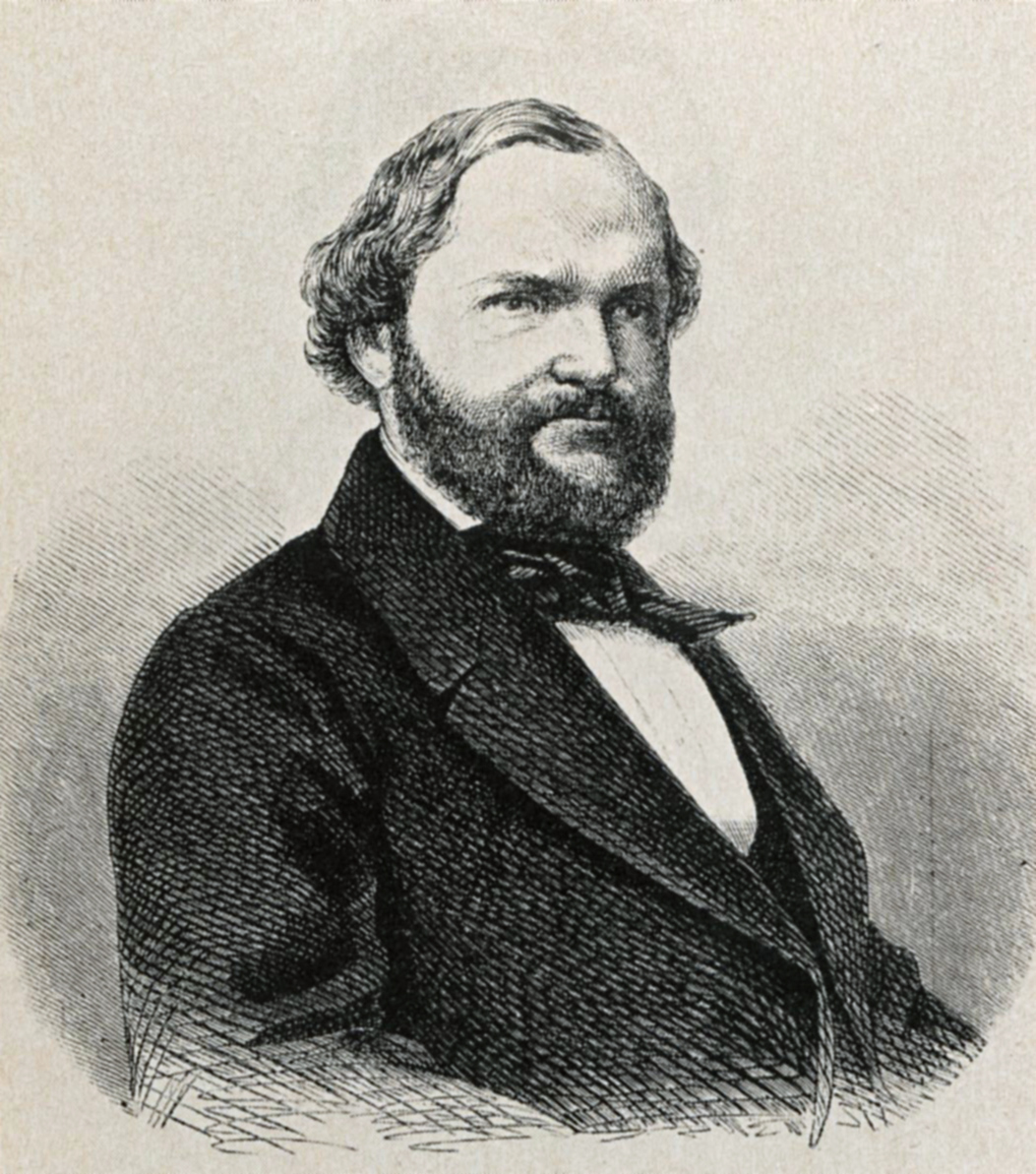
Theodor Mundt

Theodor Mundt (* 19. September 1808 in Potsdam; † 30. November 1861 in Berlin) war ein deutscher Schriftsteller.

## Leben
Theodor Mundts Vater war ein Registrator, der bereits vor der Geburt des Sohnes verstorben war. Die Mutter zog mit Theodor nach Berlin, wo er als 11-Jähriger das Joachimsthalsche Gymnasium besuchte und am 5. Oktober 1825 das Reifezeugnis erhielt. Ab Oktober 1825 studierte Theodor Mundt an der Juristischen Fakultät der Universität Berlin; im Mai 1826 wechselte er zur Philosophischen Fakultät. Er studierte bei August Boeckh, Karl Lachmann, Friedrich von Raumer, Heinrich Ritter und Hegel. Am 20. April 1830 wurde er in Erlangen mit einer Arbeit aus dem Bereich der Klassischen Philologie und Rhetorik promoviert.
Bereits während des Studiums in Berlin erhielt Mundt Zugang zu Journalen, zum Beispiel zu Moritz Gottlieb Saphirs Berliner Schnellpost für Literatur, Theater und Geselligkeit und zu Georg Wilhelm Heinrich Häring, der unter dem Pseudonym Willibald Alexis das Berliner Conversations-Blatt herausgab, das 1830 mit dem Freimüthigen zusammengelegt wurde.
Als Kritiker und Publizist war Mundt Mitte der 1830er Jahre einer der Wortführer der jungdeutschen Bewegung. Seine Romane Moderne Lebenswirren und Madonna. Unterhaltungen mit einer Heiligen gehören zu den wichtigeren literarischen Produktionen der Jungdeutschen. Durch den Bundestagsbeschluss vom 10. Dezember 1835 wurden Mundts Schriften – namentlich, neben denen von Heinrich Heine, Karl Gutzkow, Ludolf Wienbarg und Heinrich Laube – verboten. 1840 lieferte Mundt unter dem Titel Heine, Börne und das sogenannte junge Deutschland einen gewichtigen Essay zur Geschichte dieser verpönten und polizeilich verfolgten Bewegung.
Versuche Mundts, eine Professur zu erlangen, scheiterten 1835, kurz vor der Antrittsvorlesung, aufgrund einiger zensurkritischen Sätze in seinem Buch Madonna. 1842 konnte Mundt Privatdozent werden. Erst im Revolutionsjahr 1848 erhielt er eine Professur in Breslau, konnte ein Jahr später als Professor an die Berliner Universität zurückkehren, wurde jedoch bereits 1851 in den Ruhestand versetzt.
Seit 1839 war er mit Clara Mundt, geb. Müller, verheiratet, die unter dem Pseudonym Luise Mühlbach zahlreiche biographische und historische Romane schrieb und zu den populärsten Autorinnen in der zweiten Hälfte des 19. Jahrhunderts gehörte. Die beiden hatten zwei Töchter. Die Tochter Therese (Thea) Ebersberger, verheiratet mit dem Maler Max Ebersberger, wurde später bekannt durch ihre Miniaturmalereien und als Herausgeberin des Nachlasses ihrer Mutter. Die zweite Tochter Theodora (* 1847) wurde Schauspielerin, heiratete den Hofschauspieler Adolf Varena (1842–1912).
Theodor Mundt starb 1861 im Alter von 53 Jahren in Berlin und wurde auf dem Alten St.-Matthäus-Kirchhof in Schöneberg beigesetzt. Das Grab ist nicht erhalten geblieben.

## Ehrungen
Im April 1854 erhielt Theodor Mundt in Anerkennung seiner literarischen Verdienste von Großherzog Ernst II. von Sachsen-Coburg-Gotha das Verdienstkreuz des Ernestinischen Hausordens.

## Werke (Auswahl)
- Die Einheit Deutschlands in politischer und ideeller Entwickelung. Leipzig: F.A. Brockhaus, 1832.
- Kampf eines Hegelianers mit den Grazien. Eine philosophische Humoreske. In: Theodor Mundt (Hrsg.): Kritische Wälder. Blätter zur Beurtheilung der Literatur, Kunst und Wissenschaft unserer Zeit. Leipzig 1833, S. 33–58.
- Moderne Lebenswirren. Briefe und Zeitabenteuer eines Salzschreibers. Reichenbach, Leipzig 1834.
- [Anon.:] Charlotte Stieglitz, ein Denkmal. Veit, Berlin [1835].
- Madonna. Unterhaltungen mit einer Heiligen. Reichenbach, Leipzig 1835.
- Charaktere und Situationen. Vier Bücher, Novellen, Skizzen, Wanderungen auf Reisen und durch die neueste Literatur. 2 Bände, Schmidt & Cossel, Wismar, Leipzig 1837.
- Die Kunst der deutschen Prosa. Aesthetisch, literargeschichtlich, gesellschaftlich. Veit und Comp., Berlin 1837; Faksimiledruck nach der 1. Aufl. Mit einem Nachw. v. Hans Düvel. Vandenhoeck & Ruprecht, Göttingen 1969 (Deutsche Neudrucke. Reihe Texte des 19. Jahrhunderts).
- Spaziergänge und Weltfahrten. 3 Bände, Hammerich, Altona 1838–1839.
- Heine, Börne und das sogenannte Junge Deutschland. Bruchstücke. 1.-9. In: Der Freihafen. Altona, 1840, Heft 4, S. 182–274
- Thomas Müntzer. Ein deutscher Roman. Hammerich, Altona 1841. (Digitalisat)
- Carmela oder die Wiedertaufe. Ein Roman. Kius, Hannover 1844. (Digitalisat)
- Aesthetik. Die Idee der Schönheit und des Kunstwerks im Lichte unserer Zeit. M. Simion, Berlin 1845; Faksimiledruck nach der 1. Aufl. Mit einem Nachw. v. Hans Düvel. Vandenhoeck & Ruprecht, Göttingen 1966 (Deutsche Neudrucke. Reihe Texte des 19. Jahrhunderts).
- Dramaturgie oder Theorie und Geschichte der dramatischen Kunst. 2 Bände, M. Simion, Berlin 1848
- Die Matadore. Ein Roman aus der Gegenwart. 2 Bände, Brockhaus, Leipzig 1850 (Digitalisat)
- Niccolò Machiavelli und der Gang der europäischen Politik. Leipzig 1851 (Digitalisat der 3. Auflage 1861)
- Geschichte der Literatur der Gegenwart. Vorlesungen. Von dem Jahre 1789 bis zur neuesten Zeit. Simion, Leipzig 1853. (Überarb. u. erw. Fassung der ersten Ausgabe von 1842.)
- Geschichte der deutschen Stände nach ihrer gesellschaftlichen Entwickelung und politischen Vertretung. Berlin 1854 (Digitalisat)
- Pariser Kaiser-Skizzen. 2 Bände, Janke, Berlin 1857.
- Italienische Zustände. Zweiter Theil: Rom und Pius IX. Otto Janke, Berlin 1859.
- Graf Mirabeau. Otto Janke, Berlin 1858ff.
  - Erster Theil, 1860 (Digitalisat).
  - Zweiter Band, 1858 (Digitalisat).
  - Dritter Theil, 1860 (Digitalisat).

## Von Mundt herausgegebene Periodika
- Schriften in bunter Reihe. Zur Anregung und Unterhaltung. Reichenbach, Leipzig 1834.
- Literarischer Zodiacus. Schriften in bunter Reihe zur Anregung und Unterhaltung [ab Juli 1835: Journal für Zeit und Leben, Wissenschaft und Kunst]. Reichenbach, Leipzig 1835–1836. 2 Jahrgänge. (Vom Jahrgang 1836 erschien nur das erste Heft.)
- Dioskuren : Für Wissenschaft und Kunst. Schriften in bunter Reihe. Band 1–2. Veit, Berlin 1836–1837.
- Der Delphin. Ein Almanach. Hammerich, Altona 1838–1839. 2 Jahrgänge.
- Der Freihafen. Galerie von Unterhaltungsbildern aus den Kreisen der Literatur, Gesellschaft und Wissenschaft. Hammerich, Altona 1838–1844. 7 Jahrgänge.
- Der Pilot. Allgemeine Revue der einheimischen und ausländischen Literatur- und Völkerzustände. Hg. von der Redaction des Freihafens [ab 1841, Nr. 87 Redaktion: Theodor Mundt; ab 1842, Nr. 125 Redaktion: Friedrich Saß]. Hammerich, Altona 1840–1842. 3 Jahrgänge.